# Walter Ulrich Guyan
Walter Ulrich Guyan (* 8. Januar 1911 in Neuhausen am Rheinfall; † 18. Januar 1999 in Schaffhausen) war ein Schweizer Prähistoriker und Direktor des Museums zu Allerheiligen in Schaffhausen.

## Leben
Nach der Matura in Schaffhausen studierte Guyan von 1929 bis 1934 Geographie an der Universität Zürich. Ab 1934 war er Konservator am Naturhistorischen Museum Schaffhausen. Nach der Promotion 1935 studierte er Kultur- und Urgeschichte in Zürich. Von 1942 bis 1973 war er Direktor des Museums zu Allerheiligen in Schaffhausen und nebenamtlicher Schaffhauser Kantonsarchäologe. 1944 wurde er in Kulturlandschaftsgeschichte an der Universität Zürich habilitiert und war von 1953 bis 1980 Titularprofessor für Kulturlandschaftsgeschichte. Er war von 1949 bis 1952 Präsident der Schweizerischen Gesellschaft für Ur- und Frühgeschichte, deren Ehrenmitglied er 1987 wurde, und von 1950 bis 1958 Generalsekretär des Internationalen Prähistoriker Kongresses sowie ab 1964 ordentliches Mitglied des Deutschen Archäologischen Instituts.
Er verfasste zahlreiche Bücher, Schriften und Aufsätze, so etwa 1966, als er sich mit der Ausgrabung eines alemannischen Grabes befasste, das in der Wüstung Alenfingen bei Barzheim durch einen Zufallsfund entdeckt worden war. Seine Themen waren weiter vorrangig die Ur- und Frühgeschichte der Stadt und des Kantons Schaffhausen und des Klettgaus, Ausgrabungen und Forschungsergebnisse zu den Fundstellen Pfahlbausiedlung Weier bei Thayngen im Reiat und das Museum zu Allerheiligen. Daneben organisierte er als Museumsdirektor international beachtete Kunstausstellungen.

## Schriften (Auswahl)
- Die nordnorwegische Strandplatte. Kühn, Schaffhausen 1935.
- Das Grabhügelfeld im Sankert bei Hemishofen (= Schriften des Institutes für Ur- und Frühgeschichte der Schweiz. Bd. 8). erlag des Institutes für Ur- und Frühgeschichte der Schweiz, Basel 1951.
- Zwischen Nordsee und Eismeer: Zehn Jahrtausende skandinavischer Landschaft. Kümmerly & Frey, Bern 1954.
- Mensch und Urlandschaft der Schweiz. Büchergilde Gutenberg, Zürich 1954.
- Das Pfahlbauproblem (= Monographien zur Ur- und Frühgeschichte der Schweiz. Bd. 11). Birkhäuser, Basel 1955.
- Schaffhauser Kunst und Kultur im Museum zu Allerheiligen (= Schweizer Heimatbücher. Bd. 59). P. Haupt, Bern 1954.
- Das alamannische Gräberfeld von Beggingen-Löbern. Verlag des Institutes für Ur- und Frühgeschichte der Schweiz, Basel 1958.
- Das alamannische Gräberfeld von Schleitheim-Hebsack. (= Materialhefte zur Ur- und Frühgeschichte der Schweiz. Heft 5). Birkhäuser, Basel 1965.
- Erforschte Vergangenheit. Zwei Bände. Peter Meili, Schaffhausen 1971.
- Neunkirch: Landstadt im Klettgau. P. Meili, Schaffhausen 1985.
- Thayngen: Menschen und Landschaft im Wandel der Zeiten. K. Augustin, Thayngen 1986.